# Cinachyrella arenosa
Cinachyrella arenosa är en svampdjursart som först beskrevs av van Soest och Stentoft 1988.  Cinachyrella arenosa ingår i släktet Cinachyrella och familjen Tetillidae. Inga underarter finns listade i Catalogue of Life.